# Конвой № 1133
Конвой № 1133 — японський конвой часів Другої світової війни, проведення якого відбувалось у серпні 1943 року.
Конвой сформували для проведення групи суден з атола Трук (нині Чуук, до лютого 1944 року виконував роль транспортного хабу, через який йшло постачання японських сил у кількох архіпелагах) до Рабаула — головної бази в архіпелазі Бісмарка, з якої японці провадили операції на Соломонових островах та сході Нової Гвінеї.
До складу конвою увійшли транспорти «Токіо-Мару» та «Тою-Мару», крім того, існує припущення що до нього входив і танкер «Оноє-Мару» (усі ці судна 4 серпня 1943 року прибули на Трук з Японії у складі конвою № 3727). Ескорт забезпечували мисливці за підводними човнами CH-29 та CH-33.
13 серпня 1943 року кораблі вийшли з Труку та попрямували на південь. У цей період японські конвої до архіпелагу Бісмарка ще не стали цілями для авіації, проте на комунікаціях активно діяли підводні човни США. Утім, проходження конвою № 1133 відбулось без інцидентів і 17 серпня він прибув до Рабаула.